# Dabula Anthony Mpako
Dabula Anthony Mpako (Bhisho, 6 settembre 1959) è un arcivescovo cattolico sudafricano, dal 30 aprile 2019 arcivescovo metropolita di Pretoria e ordinario militare per il Sudafrica.

## Biografia

### Formazione e ministero sacerdotale
Dopo essere entrato nell'istituto secolare Christ the Priest, nella diocesi di Umzimkulu nel 1978, ha proseguito la sua formazione sacerdotale nel 1980 presso il seminario maggiore St. Augustine del Lesotho ed è stato ordinato sacerdote il 28 giugno 1986.
Dopo l'ordinazione sacerdotale è stato formatore dal 1987 al 1990 e successivamente rettore del seminario St. Paul di Hammanskraal. Dal 1991 al 1994 si è trasferito negli Stati Uniti d'America per perfezionare i suoi studi in teologia pastorale presso l'Università Loyola di Chicago.
Dal 1994 al 1998 è stato rettore del seminario maggiore St. Peter's di Garsfontein.
Nel 1999 è stato uno dei fondatori del Movimento di Solidarietà dei Preti Cattolici Africani (ACPSM) e come segretario ne è stato il portavoce. L'organizzazione ha espresso un "profondo senso di alienazione" perché la Chiesa era ancora "un'istituzione radicata nel passato coloniale e dell'apartheid che riflette l'etica culturale della comunità nera", affermando che la Chiesa in Sudafrica è "eurocentrica" nella sua teologia e nella sua agenda.
Nel 2001, alla Conferenza mondiale contro il razzismo tenutasi in Sudafrica, ha discusso la storia del ruolo della Chiesa in Africa e ha criticato aspetti della sua pratica contemporanea. Ha elogiato l'opposizione della Chiesa all'apartheid e la denuncia del razzismo da parte di papa Giovanni Paolo II, ma ha criticato la Chiesa per la sua enfasi sugli individui piuttosto che sulle strutture.
Nel 2003 ha affermato che l'ACPSM era un "movimento profetico" e che solo pochi vescovi avevano espresso sostegno, mentre la maggior parte aveva reagito con "tentativi di ignorarci per screditarci". Nello stesso anno il gruppo ha formulato delle scuse alle suore africane, in quanto "soffrono gli effetti del razzismo che ancora esiste, e soffrono come donne a causa del sessismo".

### Ministero episcopale
Il 23 maggio 2011 papa Benedetto XVI lo ha nominato vescovo di Queenstown.
Ha ricevuto l'ordinazione episcopale il 6 agosto successivo dalle mani dell'arcivescovo metropolita di Pretoria, William Matthew Slattery, co-consacranti l'arcivescovo di Città del Capo Stephen Brislin e il vescovo di Umtata Sithembele Anton Sipuka.
Il 24 aprile 2014 ha compiuto la visita ad limina insieme agli altri vescovi sudafricani.
Nel 2015 ha partecipato alla XIV assemblea generale ordinaria del sinodo dei vescovi.
È stato vicepresidente della Conferenza dei Vescovi Cattolici dell'Africa Meridionale dal febbraio del 2019  al gennaio del 2025.
Il 30 aprile 2019 papa Francesco lo ha nominato arcivescovo metropolita di Pretoria e ordinario militare per il Sudafrica, succedendo a William Matthew Slattery, dimessosi per raggiunti limiti d'età. Ha preso possesso dell'arcidiocesi il 22 giugno successivo.
Nell'ottobre 2023 ha partecipato alla XVI assemblea generale ordinaria del sinodo dei vescovi.

## Genealogia episcopale e successione apostolica
La genealogia episcopale è:
- Cardinale Scipione Rebiba
- Cardinale Giulio Antonio Santori
- Cardinale Girolamo Bernerio, O.P.
- Arcivescovo Galeazzo Sanvitale
- Cardinale Ludovico Ludovisi
- Cardinale Luigi Caetani
- Cardinale Ulderico Carpegna
- Cardinale Paluzzo Paluzzi Altieri degli Albertoni
- Papa Benedetto XIII
- Papa Benedetto XIV
- Papa Clemente XIII
- Cardinale Marcantonio Colonna
- Cardinale Giacinto Sigismondo Gerdil, B.
- Cardinale Giulio Maria della Somaglia
- Cardinale Carlo Odescalchi, S.I.
- Cardinale Costantino Patrizi Naro
- Cardinale Serafino Vannutelli
- Cardinale Domenico Serafini, Cong.Subl. O.S.B.
- Cardinale Pietro Fumasoni Biondi
- Arcivescovo Martin Lucas, S.V.D.
- Arcivescovo Denis Eugene Hurley, O.M.I.
- Cardinale Wilfrid Fox Napier, O.F.M.
- Arcivescovo William Matthew Slattery, O.F.M.
- Arcivescovo Dabula Anthony Mpako

La successione apostolica è:
- Vescovo Robert Mogapi Mphiwe (2021)
- Vescovo Masilo John Selemela (2022)
- Vescovo Vitalis Sekhonyana Marole, O.M.I. (2025)

## Opere
- Dabula Anthony Mpako, "Il Sinodo africano". L'inculturazione nel contesto sudafricano, Nairobi, Pubblicazioni Paoline Africa, 2000, ISBN 978-9966215413.